# Hockey sur glace aux Deaflympics
Le Hockey sur glace aux Deaflympics d'hiver est une discipline olympique depuis les Deaflympics d'hiver de 1975 à Lake Placid. Les champions en titre sont chez les hommes la Canada.

## Palmarès

### Hommes
Le tableau suivant retrace pour chaque édition de la compétition le palmarès du tournoi et la nation hôte.
| N° | Édition                     | Ville hôte           | Or                      | Argent                  | Bronze                  |
| -- | --------------------------- | -------------------- | ----------------------- | ----------------------- | ----------------------- |
| 1  | Deaflympics d'hiver de 1975 | Lake Placid          | Canada                  | États-Unis              |                         |
|    | Deaflympics d'hiver de 1979 | Méribel              | N'a pas organisé ce jeu | N'a pas organisé ce jeu | N'a pas organisé ce jeu |
|    | Deaflympics d'hiver de 1983 | Madonna di Campiglio | N'a pas organisé ce jeu | N'a pas organisé ce jeu | N'a pas organisé ce jeu |
|    | Deaflympics d'hiver de 1987 | Oslo                 | N'a pas organisé ce jeu | N'a pas organisé ce jeu | N'a pas organisé ce jeu |
| 2  | Deaflympics d'hiver de 1991 | Banff                | URSS                    | États-Unis              | Canada                  |
| 3  | Deaflympics d'hiver de 1995 | Ylläs                | États-Unis              | Canada                  | Russie                  |
| 4  | Deaflympics d'hiver de 1999 | Davos                | Canada                  | États-Unis              | Finlande                |
| 5  | Deaflympics d'hiver de 2003 | Sundsvall            | Canada                  | Russie                  | États-Unis              |
| 6  | Deaflympics d'hiver de 2007 | Salt Lake City       | États-Unis              | Canada                  | Russie                  |
|    | Deaflympics d'hiver de 2011 | Vysoké Tatry         | Annulé                  | Annulé                  | Annulé                  |
| 7  | Deaflympics d'hiver de 2015 | Khanty-Mansiisk      | Russie                  | Canada                  | États-Unis              |

## Records
Les deux nations sont toujours au podium, il s'agit la Canada et les États-Unis, 7 fois au podium sur 7 possibles.

## Tableau des médailles

### Hommes
| Rang | Nation     | Or | Argent | Bronze | Total |
| ---- | ---------- | -- | ------ | ------ | ----- |
| 1    | Canada     | 3  | 3      | 1      | 7     |
| 2    | États-Unis | 2  | 3      | 2      | 7     |
| 3    | Russie     | 1  | 1      | 2      | 4     |
| 4    | URSS       | 1  | 0      | 0      | 1     |
| 5    | Finlande   | 0  | 0      | 1      | 1     |